# Germain Metternich
Germain Metternich (Magonza, 5 aprile 1811 – Tybee Island, 13 maggio 1862) è stato un militare e rivoluzionario tedesco naturalizzato statunitense.

## Biografia

### I primi anni
Germain Metternich nacque nel 1811 a Magonza, capitale all'epoca del dipartimento francese di Mont-Tonnerre. Suo padre, Mathias Metternich, era stato un professore dell'università locale, nonché uno dei principali giacobini di Magonza durante il periodo 1792-1793, e fu vicepresidente della Convenzione Nazionale tedesco-renana nel 1793. Nei suoi primi anni di vita, Metternich seguì la carriera militare, venendo nominato tenente dei dragoni nell'esercito del granducato d'Assia, ma ben presto abbandonò tale carriera per concentrarsi sulla nascita dei movimenti democratici in Europa. A capo di una delegazione di circa 400 cittadini magontini prese parte alla Hambacher Fest nel maggio del 1832, assieme al mercante di vino locale Georg Strecker. L'11 giugno 1832 aiutò nell'organizzazione delle festa di Pentecoste presso la Niederwalddenkmal, evento che ebbe anche ampia risonanza politica. Metternich venne imprigionato diverse volte per le sue attività politiche in quel periodo, venendo infine condannato a tre anni di prigione presso il castello di Marksburg. Dopo aver scontato la pena, Metternich scelse la via dell'esilio in Svizzera. Successivamente, fece ritorno a Magonza dove divenne capo del locale Turnerschaft ("Freie Turngemeinde") nel 1847. Quell'organizzazione politica divenne sempre più attiva in città, sia politicamente che militarmente, come la Mainzer Carneval-Verein (associazione del carnevale di Magonza), altro gruppo politicamente attivo nel periodo del Vormärz.

### Attività durante la rivoluzione tedesca del 1848/1849

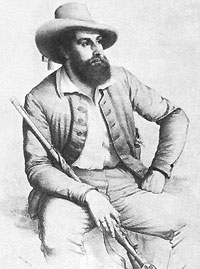
Germain Metternich in un ritratto all'epoca della rivoluzione tedesca.

Le prime sommosse della rivoluzione tedesca toccarono Magonza nella primavera del 1848. Venne costituita una commissione di vigilanza al comando di Franz Heinrich Zitz, avvocato locale, e Metternich venne scelto quale suo aiutante. Nel contempo, Metternich venne incaricato anche della gestione della milizia, in parte utilizzando la fazione politico-militare che aveva creato personalmente. Sul finire di aprile del 1848, Metternich entrò nella "Lega Comunista", uno dei primi movimenti operai che aveva sede a Bruxelles e presso il quale si trovava anche Karl Marx. Quando il "Demokratische Verein" venne fondato l'11 maggio 1848, anche Metternich si unì  all'associazione. Alla prima delle due riunioni plenarie politiche che si tenne a Francoforte sul Meno nel giugno del 1848, venne eletto come rappresentante assieme ad altri come l'amico Franz Heinrich Zitz nella fazione dei democratici radicali.
Quando nel maggio del 1848 si mobilitarono le truppe prussiane in Renania, Metternich si schierò col comitato di vigilanza. In un combattimento svoltosi nel giardino del palazzo di Kirchheimbolanden, i rivoluzionari vennero sconfitti e Metternich dovette fuggire con altri esponenti come Ludwig Bamberger, Louis Blenker e Franz Zitz all'estero. Dopo che venne rivelata la sua partecipazione alle agitazioni di Francoforte del 17 e 18 settembre, le autorità gli diedero la caccia e pertanto dovette nascondersi. Tornò in Germania durante le campagne militari del 1849 e prese parte attiva alle sollevazioni nel Palatinato e nel Baden, combattendo in quella occasione al fianco di Franz Sigel. Dopo la sconfitta dei rivoluzionari, fuggì nuovamente in Svizzera. A Magonza venne accusato di alto tradimento l'anno successivo, ma gli venne comunque intimato l'esilio dalla Germania per aver salva la vita. Quando poco dopo anche la Svizzera lo espulse, decise di emigrare negli Stati Uniti.

### Negli Stati Uniti
Quando Metternich emigrò negli Stati Uniti nel 1850 si stabilì a New York e si interessò subito al "Socialistischer Turnverein von New-York“., un giornale politico d'ispirazione socialista per tedeschi emigrati negli Stati Uniti, fondato nel 1848. Divenne nel contempo un membro influente dei cosiddetti Forty-Eighters.
Quando scoppiò la guerra civile americana nel 1861 Metternich si unì come volontario nell'Union Army. Prestò servizio nel 46º reggimento volontari di New York, composto in gran parte da suoi conterranei e comandato dal colonnello Rudoplh Rosa. Metternich raggiunse il grado di tenente colonnello. All'inizio dell'estate del 1862, Metternich venne coinvolto in operazioni militari presso Fort Pulaski tra Savannah e Tybee Island e lì si trovò a dover sedare una lite tra soldati ubriachi. Uno dei soldati lo ferì con un colpo di baionetta alla gola e Metternich morì poco dopo per le ferite riportate.